# 10270 Skoglöv
A 10270 Skoglöv (ideiglenes jelöléssel 10270 Skoglov) (ideiglenes jelöléssel 1980 FX3) a Naprendszer kisbolygóövében található aszteroida. Claes-Ingvar Lagerkvist fedezte fel 1980. március 16-án.